# Weston (West Virginia)
Weston ist eine City in Lewis County, West Virginia. Das U.S. Census Bureau hat bei der Volkszählung 2020 eine Einwohnerzahl von 3952 ermittelt. 
Weston ist der County Seat des Lewis County und die Heimat des West Virginia Museum of American Glass.

## Söhne und Töchter der Stadt
- John M. Hamilton (1855–1916), Politiker
- Andrew Edmiston (1892–1966), Politiker
- Rush D. Holt Sr. (1905–1955), Politiker
- Rush D. Holt Jr. (* 1948), Politiker
- Jason Koon (* 1985), Pokerspieler